# Plainview (Texas)
Plainview ist die Bezirkshauptstadt und Sitz der Countyverwaltung (County Seat) des Hale County im US-Bundesstaat Texas in den Vereinigten Staaten. Das U.S. Census Bureau hat bei der Volkszählung 2020 eine Einwohnerzahl von 20.187 ermittelt.

## Geographie
Die Stadt liegt im Nordwesten von Texas, an der Grenze zum Texas Panhandle, an der Zusammenführung der Interstate 27 mit den U.S. Highways 87 und 70 sowie dem Highway 194, ist rund 85 Kilometer nördlich von Lubbock sowie 125 Kilometer südlich von Amarillo gelegen und hat eine Gesamtfläche von 35,7 km².

## Demografische Daten
Nach der Volkszählung im Jahr 2000 lebten hier 22.336 Menschen in 7.626 Haushalten und 5.666 Familien. Die Bevölkerungsdichte betrug 625,8 Einwohner pro km². Ethnisch betrachtet setzte sich die Bevölkerung zusammen aus 63,21 % weißer Bevölkerung, 5,87 % Afroamerikanern, 1,13 % amerikanischen Ureinwohnern, 0,43 % Asiaten, 0,06 % Bewohnern aus dem pazifischen Inselraum und 26,53 % aus anderen ethnischen Gruppen. Etwa 2,77 % waren gemischter Abstammung und 49,83 % der Bevölkerung waren spanischer oder lateinamerikanischer Abstammung.
Von den 7.626 Haushalten hatten 40,1 % Kinder unter 18 Jahre, die im Haushalt lebten. 57,2 % davon waren verheiratete, zusammenlebende Paare. 13,0 % waren allein erziehende Mütter und 25,7 % waren keine Familien. 22,7 % aller Haushalte waren Singlehaushalte und in 11,2 % lebten Menschen, die 65 Jahre oder älter waren. Die Durchschnittshaushaltsgröße betrug 2,82 und die durchschnittliche Größe einer Familie belief sich auf 3,33 Personen.
31,0 % der Bevölkerung waren unter 18 Jahre alt, 11,5 % von 18 bis 24, 26,0 % von 25 bis 44, 18,0 % von 45 bis 64, und 13,5 % die 65 Jahre oder älter waren. Das Durchschnittsalter war 31 Jahre. Auf 100 weibliche Personen aller Altersgruppen kamen 91,7 männliche Personen. Auf 100 Frauen im Alter von 18 Jahren und darüber kamen 86,7 Männer.

Das jährliche Durchschnittseinkommen eines Haushalts betrug 31.551 USD, das Durchschnittseinkommen einer Familie 35.215 USD. Männer hatten ein Durchschnittseinkommen von 26.434 USD gegenüber den Frauen mit 19.888 USD. Das Prokopfeinkommen betrug 13.791 USD. 19,1 % der Bevölkerung und 15,0 % der Familien lebten unterhalb der Armutsgrenze. Davon waren 25,1 % Kinder und Jugendliche unter 18 Jahren und 14,8 % waren 65 oder älter.

## Söhne und Töchter der Stadt
- Jimmy Dean, Country-Musiker und Unternehmer
- James H. Clark, ein Unternehmer der IT- bzw. Computerindustrie.